# Willem Hofstee
Willem Karel Bernard (Wim) Hofstee (Bandung (Nederlands-Indië), 21 januari 1936 – Yde, 12 november 2021) was een Nederlands psycholoog. Hij was hoogleraar aan de Rijksuniversiteit Groningen en verrichtte baanbrekend werk op het gebied van de persoonlijkheidsleer, met name zijn bijdrage aan het Big Five-model.

## Levensloop
Hofstee studeerde psychologie aan de Rijksuniversiteit Groningen, waar hij in 1961 afstudeerde en in 1967 promoveerde onder Ben J. Kouwer en Jan Th. Snijders op het proefschrift "Method effects in absolute and comparative judgment". Tijdens zijn studietijd basketbalde hij bij GSSV Donar. Vanaf 1969 tot 2000 was hij hoogleraar aan de faculteit der Psychologie, Pedagogiek en Sociale Wetenschappen van de RuG. Sinds 2000 was hij met emeritaat.
In het jaar 1972-73 was Hofstee fellow bij het Netherlands Institute for Advanced Study, alwaar hij een boek van zijn leermeester Ben J. Kouwer (1924-1968) afrondde, onder de titel "Existentiële Psychologie: grondslagen van het psychologisch gesprek". Sinds 1985 was hij lid van de Koninklijke Nederlandse Akademie van Wetenschappen (KNAW), afdeling Letterkunde, sectie Gedrags- en Maatschappijwetenschappen. 
Hij was van 1990 tot 1998 voorzitter van het Nederlands Instituut van Psychologen (NIP). Hofstee verwierf in de jaren negentig enige bekendheid als voorzitter van de commissie die het vermeende plagiaat van René Diekstra onderzocht. Ook was hij voorzitter van de in 1990 door het Landelijk Bureau Racismebestrijding ingestelde commissie die onderzocht of en in hoeverre het gebruik van psychologische tests in het nadeel werkte van allochtone sollicitanten, bijvoorbeeld door het gebruik van voor allochtonen moeilijk te begrijpen taal en zegswijzen.
In 2001 werd hij benoemd tot Officier in de Orde van Oranje-Nassau. Hofstee was gehuwd met de PvdA-politica Marianne Hofstee-van Hoorn. Zijn portret werd geschilderd door Carla Rodenberg en hangt in het academiegebouw van De Groninger Universiteit.
Op 12 november 2021 overleed Hofstee in zijn woonplaats Yde.

## Werk
Hofstees specialisaties waren de differentiële psychologie oftewel persoonlijkheidsleer, selectie en diagnostiek, methodologie en geschiedenis van de psychologie. Het centrale uitgangspunt in zijn werk was een "existentiële benadering van de persoonlijkheid gecombineerd met geavanceerde psychometrie".
Hij publiceerde verschillende boeken over de psychologische aspecten van selecteren, evalueren, examineren en testen, en was auteur van een aantal in de selectiepraktijk veelgebruikte psychologische tests, waaronder de Nederlandse versie van de Five-Factor Personality Inventory (FFPI). 
In zijn afscheidsrede uit 2000 ging Hofstee in op het mogelijk misbruik van gendiagnostiek. Hierbij betoogde hij dat "genetisch persoonlijkheidsonderzoek niet gebruikt zou moeten worden voor selectie op de arbeidsmarkt."

## Publicaties (selectie)
- Method effects in absolute and comparative judgment, uitg. Van Denderen, Groningen, 1967 (proefschrift)
- Selektie van personen, uitg. Van Gorcum & Comp, Assen, 1970 (inaugurele rede Groningen)
- Psychologische uitspraken over personen, uitg. Van Loghum Slaterus, Deventer, 1971 en 1974 (tweede druk 1981)
- De empirische discussie: theorie van het sociaal-wetenschappelijk onderzoek, uitg. Boom, Meppel/Amsterdam, 1980
- Selectie, uitg. Het Spectrum, Utrecht, 1 druk 1983 (meerdere malen herdrukt)
- Evaluatiemethodologie, uitg. Swets & Zeitlinger, Lisse, 1987 (redactie)
- Nederlands psychologisch onderzoek, uitg. Swets & Zeitlinger, Amsterdam, 1988
- Principes van beoordeling, uitg. Swets & Zeitlinger, Lisse, 1999
- Five-Factor Personality Inventory II (FFPI-II), uitg. Bohn Stafleu van Loghum, Houten, 2011 (met A.J.J. Hendriks en B. de Raad)

Onder het voorzitterschap van Hofstee werden onder meer gepubliceerd
- Kader voor het uitvoeringsplan evaluatie invoering basisvorming, uitg. Coördinatiecommissie Evaluatieplan Voortgezet Onderwijs, Zoetermeer, 1987
- Toepasbaarheid van psychologische tests bij allochtonen, uitg. Landelijk Bureau Racismebestrijding, Utrecht, 1990
- Rapport van de Onderzoekscommissie inzake beschuldigingen Diekstra, 1996